# Бари Линдън
„Бари Линдън“ (на английски: „Barry Lyndon“) е британско-американски филм от 1975 година – историческа драма, режисирана от Стенли Кубрик по негов собствен сценарий. Сюжетът се основава на романа от 1844 година „Късметът на Бари Линдън“ от Уилям Мейкпийс Такъри.

## Сюжет
Как през XVIII век един ирландски момък без никакво бъдеще може да стане английски благородник? За Бари Линдън отговорът е: „с всички възможни средства!“ Сюжетът проследява това неговото изкачване по пътя към богатството и привилегиите.

## В ролите
| Актьор          | Роля                                        |
| --------------- | ------------------------------------------- |
| Райън О'Нийл    | Редмънд Бари (по-късно Редмънд Бари Линдън) |
| Мариса Беренсън | Лейди Линдън                                |
| Патрик Магий    | Шевалие дю Балибари                         |
| Харди Крюгер    | Капитан Поцдорф                             |
| Гей Хамилтън    | Нора Брейди                                 |
| Годфри Куигли   | Капитан Гроган                              |
| Стивън Беркоф   | Лорд Лъд                                    |
| Мери Кин        | Бел, майката на Бари                        |
| Мъри Мелвин     | Преподобният Самюъл Рънт                    |
| Франк Мидълмас  | Сър Чарлз Реджиналд Линдън                  |
| Лиън Виталий    | Лорд Булингдън                              |